# Aaron Carapella
Aaron Carapella est un cartographe autodidacte connu pour ses cartes des emplacements et des noms des tribus indigènes précolombiennes d'Amérique du Nord tels qu'ils étaient vers 1490. Il est cherokee par sa mère, et ses grands-parents lui transmirent un intérêt profond pour la culture aborigène américaine. À l'âge de 19 ans, il commença sa recherche cartographique et en 2014, il avait réalisé la carte des tribus indigènes avec leurs noms d'origine pour la zone continentale des États-Unis, du Canada et du Mexique.

## Biographie
Aaron Carapella est originaire de Warner, en Oklahoma. Il expliqua à la National Public Radio (NPR) être « métis de sang cherokee » du côté de sa mère et vivre dans un ranch de la nation cherokee. Il parle aussi le cherokee et l'espagnol en plus de l'anglais, et est titulaire d'un baccalauréat en marketing du Indiana Institute of Technology,,.
Ses grands-parents du côté de sa mère lui ont transmis un profond intérêt pour les Amérindiens
Quand il était adolescent, il a voulu avoir une carte des États-Unis montrant toutes les tribus amérindiennes et leurs territoires respectifs. Il est allé à de nombreux pow-wow pour en chercher une, mais il n'y en avait pas. Les seules cartes de ce type existantes ne montraient que 50 à 100 tribus différentes. 
Il a expliqué à Rick Smith de Win Awenen Nisitotung que lorsqu'il était plus jeune, il se décrivait lui-même comme un « radical » qui s'impliquait pour la cause autochtone américaine et protestait contre le Columbus Day. Il est membre de l'American Indian Movement, et il se concentre sur la fabrication d'une carte comme « un moyen de transmettre la vérité d'une manière différente »,.

## Fabrication des cartes
Aaron Carapella cartographie des cartes des terres des tribus amérindiennes avec leurs noms d'origine avant l'arrivée des Européens sur le continent américain. 
Sa motivation provient de son enfance, mais il a commencé la recherche et l'élaboration de ces cartes à l'âge de 19 ans ; en 2014, il y avait donc travaillé pendant plus de 14 ans.
Son but est de constituer une carte exhaustive de l'Amérique précolombienne vers 1490, juste avant que Christophe Colomb débarque en Amérique. Une partie de son inspiration pour cette création lui vient d'un livre qu'il a lu enfant, qui listait les noms des tribus et expliquait ce qu'ils signifiaient.
Pour réunir les informations nécessaires, il se documenta beaucoup dans les archives des bibliothèques, il contacta des membres de tribus et visita plusieurs réserves pour redécouvrir les noms d'origine des tribus et où elles étaient situées. Ses travaux de recherche et son dessin de la carte, qui commença avec « quatre posters sur le mur de sa chambre »,,. Certaines tribus qu'il a contactées ne connaissaient d'abord pas les informations dont il avait besoin, mais elles trouvaient toujours quelqu'un qui le recontactait avec les informations dont il avait besoin pour poursuivre ses travaux. Sa demande était l'occasion dans les tribus de discussions avec les anciens, et de redécouverte de l'histoire moderne. Il arrivait aussi qu'Aaron Carapella ne sache pas la signification de certains noms, comme « Waileptu » ou « Cayuse », cette information n'existant ni sur Internet ni dans des livres, mais il réussit toujours à trouver un des derniers locuteurs ces langues pour le lui expliquer.
Il trouva le  Handbook of North American Indians très utile, il croisa les informations de cet ouvrage avec d'autres sources telles que les écrits des missionnaires et les dossiers de l'armée afin de déterminer où un négociant européen avait déclaré avoir rencontré une tribu particulière. Cela lui a permis d'affiner les emplacements des tribus autour de l'année 1490. Il vérifiait ensuite les résultats de ses recherches en contactant les tribus afin de vérifier l'orthographe et la prononciation de leur nom, ainsi que leur territoire d'origine.
Aaron Carapella expliqua au Navajo Times que le plus grand défi qu'il ait eu dans son travail était de trouver tous les noms d'origine des tribus, ça l'était d'autant plus pour lui que certaines tribus n'ont plus qu'une petit nombre de survivants et qu'il y a encore moins de locuteurs de leurs langues,. Certaines tribus ont entièrement disparu, et les seules informations qu'il en reste doivent alors être trouvées parmi celles qui les ont absorbées. Il pense que sa recherche montre que, bien que certaines tribus ont disparu, ce n'est pas parce que tous ses membres sont morts, mais que leurs descendants sont aujourd'hui assimilés à de plus importantes tribus. Quand une tribu était chassée d'un endroit par les colons, ses survivants étaient généralement accueillis dans une plus grande tribu : « Si vous êtes un membre de la tribu Creek, par exemple, vous avez probablement du sang issu de 15 à 20 anciennes autres nations tribales ».
Carapella a observé que la tendance des tribus à maintenir leur nom d'origine dépendait souvent du fait qu'ils vivent encore ou non sur leurs terres d'origine.
En 2012, il a contacté le United States Copyright Office, pour savoir si son concept de carte avait déjà été déposé. Voyant que personne ne l'avait encore fait, il mit tous ses efforts pour finir une première version de la carte, afin de la protéger rapidement.

## Cartes
En 2014, Aaron Carapella avait fini les cartes de la zone continentale des États-Unis, du Canada et du Mexique. La première carte des États-Unis fut publiée en novembre 2012; selon Two Row Times, il a été le premier à montrer les nations indigènes nord-américaines dans leurs langues d'origine.
Selon le géographe Doug Herman, du National Museum of the American Indian de Washington, ses cartes sont uniques parce qu'elles incluent à la fois le nom d'origine des tribus amérindiennes et les noms sous lesquelles elles sont actuellement connues.
Doug Herman a également relevé que certains des noms communs des tribus amérindiennes ne sont pas leur vrai nom, mais celui qui leur était attribué par une autre tribu. Parfois, ce nom est un terme péjoratif. Par exemple, le mot « comanche » est un mot de langue ute qui signifie en français « celui qui veut se battre tout le temps ».
Au lieu de trouver « Comanche » sur la carte, il y a écrit « Numinu » ; et au lieu de « Navajo », on trouve « Diné » (il fait aussi des cartes avec les deux noms,).
Les cartes d'aujourd'hui représentant les Américains autochtones montrent les petits rectangles de territoire et réserves entourées par d'immenses masses de terres qui ont été cédées par des traités ou par la force au fil des ans. Les cartes d'Aaron Carapella montrent qu'avant 1492, l'Amérique du Nord était remplie d'un grand nombre de tribus autonomes, de langues et cultures variées.
Il voulait également que ses cartes indiquent la taille des populations tribales et les régions qu'elles habitaient. Les cartes définitives ont été élaborées avec l'aide de la société Overdrive Media & Printing Services de Flagstaff, en Arizona. Elles comportent aussi des photos ou illustrations de personnes, d'objets, d'habitations et de vêtements propres à chaque tribu.
La carte de la zone continentale des États-Unis qu'il a constituée comporte environ 590 tribus, ; environ 150 d'entre elles sont aujourd'hui éteintes. Parce que la plupart des tribus étaient essentiellement nomades, il a placé leurs noms aux endroits où elles se trouvaient avant qu'elles soient repoussées par l'expansion européenne. La taille de la police des noms de tribus varie pour indiquer leur population relative et la superficie des terres qu'ils occupent. Quelque 150 tribus ont leur nom moderne inscrit sous leur nom d'origine car ceux-ci sont inconnus de beaucoup,.
Aaron Carapella n'avait pas prévu de faire une carte équivalente pour le Canada. Il a encouragé une autre personne sur place à le faire, mais cela n'a finalement pas fonctionné, alors il est allé de l'avant et l'a faite lui-même. Sa carte du Canada identifie 212 tribus par leurs noms d'origine. Il y a beaucoup de groupes autonomes qu'il n'a pas pu inclure parce qu'il n'y avait pas assez de place sur la carte. Comme pour la carte États-Unis qui a connu beaucoup de révisions, il s'attend à continuer d'améliorer ses cartes à chaque fois que de nouveaux éléments apparaîtront,.
Les frontières actuelles entre le Canada, les États-Unis et le Mexique sont arbitraires et ne respectent pas les territoires tribaux précédents. Par exemple, Aaron Carapella estime qu'il y a environ 24 tribus qui ont une population répartie de part et d'autre des actuels Mexique et États-Unis. Alors qu'il élaborait sa carte du Mexique, il a remarqué que les langues et cultures des tribus actuellement au Mexique sont mieux préservées que ces mêmes tribus du côté américain de la frontière. Il suppose que la raison principale est le grand effort du gouvernement des États-Unis pour placer les enfants indigènes en American Indian boarding schools.
Au début de 2015, Aaron Carapella avait réalisé une carte de l'Alaska, puis constitué ensuite une carte de toutes les tribus amérindiennes de l'Amérique du Nord sans frontières, recensant plus de mille tribus différentes. À la fin de l'année 2015, sa carte des tribus de l'Amérique du Sud était achevée. À l'avenir, il souhaiterait faire un atlas « à l'ancienne », dans lequel il pourrait se concentrer sur les différentes zones plus en détail.